# Kosořice
Kosořice är en ort i Tjeckien.   Den ligger i regionen Mellersta Böhmen, i den centrala delen av landet, 50 km nordost om huvudstaden Prag. Kosořice ligger 212 meter över havet och antalet invånare är 382.
Terrängen runt Kosořice är platt. Runt Kosořice är det ganska tätbefolkat, med 70 invånare per kvadratkilometer. Närmaste större samhälle är Mladá Boleslav, 9,9 km nordväst om Kosořice. Trakten runt Kosořice består till största delen av jordbruksmark.